# 亞洲電視五十五周年
亞洲電視五十五周年是指亞洲電視在2012年為慶祝成立五十五周年而舉辦的一連串的台慶活動。

## 背景
- 2012年為亞洲電視開台五十五周年，各項慶祝活動及特別節目於2012年5月19日起至9月舉行及播出。另外，為迎接亞洲電視開台五十五周年，亞視於2012年3月起使用五十五周年台慶特別台徽，期間對外宣傳均會使用特別台徽。亞洲電視為了慶祝周年台慶，邀請多名來自政界、商界、政協界別等人士為亞視提賀詞，並將嘉賓的提字以宣傳片形式於廣告時段內播放。

## 內容

### 台慶歌
四月尾，亞視播出台慶歌《Gimme Five》MV。但歌曲被指抄襲尹光的《Mr. One》，其中歌詞中多次喊出「亞洲亞洲」，由此亞視被謔稱為「亞洲亞洲」。歌曲被放上YouTube之後劣評如潮，更被網民戲稱點擊率比收視率還要高。更有網民表示，基本上不認識影片中的藝員，除了現今香港樂壇一姐陳蕾。連「亞視一哥」陳啟泰也不喜歡該首台慶歌。
之後亞視在《全球首家華語電視台-亞洲電視55周年暨香港回歸15周年慶典及晚會》中宣佈以電視劇《大俠霍元甲》主題曲《萬里長城永不倒》為台歌。但霍元甲最後是被人毒死的，再加上正值台慶時期宣佈，被網民大呼「大吉利是」。

### 成立亞洲會
5月18日，第八屆中國（深圳）國際文化產業博覽交易會（文博會）上，亞洲電視正式成立亞洲會。

### 亞洲電視賽馬日
2012年5月19日，亞視慶祝成立五十五周年的首個活動於沙田馬場舉行，名為「亞洲電視賽馬日」，當日進行重頭賽事「亞洲電視盃」，多位亞視高層、藝員等都有出席。

### 特別節目
5月28日，亞視於本港台播放《光輝歲月亞洲電視55周年台慶大事記》以及在5月29日播放《光輝歲月亞洲電視55周年台慶啟動》，台慶啟動中有升公司旗儀式、唱台歌。台慶啟動上還特別頒贈「長期服務獎座」，以表達在亞視服務超過30年的員工，一共有十七人得獎。最後各高層進行時間囊封存儀式。

### 全球首家華語電視台-亞洲電視55周年暨香港回歸15周年慶典及晚會
亞視宣布在6月22日於北京萬事達中心舉行《全球首家華語電視台-亞洲電視55周年暨香港回歸15周年慶典》以及《全球首家華語電視台-亞洲電視55周年暨香港回歸15周年慶典晚會》，屆時本港台及亞洲台將全程現場轉播，而亞視網站亦會直播節目，騰訊網娛樂頻道亦將於當日20:30同步轉播。
6月21日，亞視高層、嘉賓以及藝員在北京萬事達中心舉行拜神儀式，除眾藝員外，資深亞視台前幕後人員如徐小明、尹天照、梁小龍等亦有出席，歌手孫耀威擔任表演嘉賓。今次亞視全台動員300人到北京，加上北京的台前幕後三百多人，參與人數超過700人，製作費高達二千多萬港元。大會音樂總監請來香港資深著名音樂人黎小田。

#### 出席藝人
- 司儀：林韋辰、朱慧珊、劉錫賢、袁文傑、許瑩、蔡梓銘、馮雪冰
- 嘉賓：葉振棠、徐小明、黎小田、徐小鳳、甘國亮、高志森、鄧特希、馮寶寶、蔡瀾、呂良偉、張立基、尹天照、孫耀威、魏秋樺、梁小龍、李道洪、高添羽、孟楠、伊力亞、韓婷、王小梅、劉媛媛、趙雲健、邵崢、姜皓文、蒲進、蔡國威、張啟樂、馮家俊、秦啟維、陳嘉輝、劉子蔥、伍偉樂；邱士峻、林睿、徐丁、塗諾、黎燕珊、羅霖、黎虹讌、宮雪花、張家瑩、方文思、周浩頂、江臨、鍾出岡、姚嘉雯、顏子菲、王欣、王家敏、劉曉智、洪利朱、甄詠珊、筱靖、林紫君、周嘉莉、鄭伊娜、康馨月、亢帥克、彭遠揚、于天龍、李俊華、楊正軍、盧思穎、馬星、李創偉、陳蕾、傅雪瑩、張景鴻、譚杏藍、黃文韜、李建龍、李麗珊、李志豪、陳美恩、羅鐘鈺、梁景煌、丁瀚良、陳駿傑、鄭漢興、劉晴欣、劉兆豐等

#### 概況
節目可分為六個環節，包括亞視之歌、感動京港兩地情、舞動魔法、傳統藝術風情、美麗的約會、頒發傑出獎項。

#### 獎項
在節目中共頒發7個獎項，包括：
- 「最正氣男演員大獎」得主：呂良偉
- 「電視專業貢獻大獎」得主：徐小明
- 「專業精神獎」得主：黎燕珊
- 「專業精神獎」得主：尹天照
- 「專業精神獎」得主：魏秋樺
- 「專業精神獎」得主：黎小田
- 「專業精神獎」得主：葉振棠

#### 當天情況
舉行場地北京萬事達中心可以容納18000人。開場時入座率約有九成，但演出至中段，觀眾陸續離座。到馮寶寶以武則天造型出場演唱《知我無情有情》時，約得兩成觀眾左右。之後，輪到獲頒「電視專業貢獻大獎」的徐小明壓軸演唱《萬里長城永不倒》及功夫表演，觀眾只剩一成，場面非常尷尬，但他仍落力演出。完場前，亞視藝員合唱及高層王征等上台祝酒、派壽包，觀眾已寥寥可數，差不多只剩下工作人員及傳媒，場面極度尷尬。不過，為了拍攝「派壽包」效果，只好將壽包掟向空櫈。
當晚的節目主持人都是以普通話交談，但某些主持人說的普通話因為帶有頗濃厚的廣東腔而遭到詬病。
事後徐小明在微博直言，見到如此情景大感驚愕，慶幸從小得到父母及嚴師教導「不可見觀眾量少而欺場，要盡力演出」，但他要忠告亞視一句：「別拿北京的觀眾開玩樂！亞視，要爭氣啊！」
該節目完結之後短時間内在本港台及亞洲台重播最少四次，此舉在香港電視史上絕無僅有。

### 亞洲電視五十五周年頒獎禮
2012年5月1日，亞視宣佈ATV 55周年台慶頒獎禮，頒獎禮共會頒發21個獎項，獎項由5月1日起至5月20日接受公眾網上提名，6月尾開始接受公眾網上投票。7月8日，颁奖礼在大埔總台舉行。

### 亞洲電視五十五周年星光大典
亞洲電視於2012年11月21日在深圳體育館舉行《合正榮悅之夜 亞洲電視五十五周年星光大典》，並邀請多位歌手、藝員出席，但出席者普遍知名度不高，觀眾人數亦稀少。大典之後，亞洲電視疑因欠缺節目，在本港台不斷重播節目，足足兩個星期不止（截至2012年12月9日），實是香港電視史上罕見。

## 外部連結
- 亞洲電視官方網站
- 全球首家華語電視台-亞洲電視55周年暨香港回歸15周年慶典